# Xanthomelanodes mutatus
Xanthomelanodes mutatus är en tvåvingeart som först beskrevs av Christian Rudolph Wilhelm Wiedemann 1830.  Xanthomelanodes mutatus ingår i släktet Xanthomelanodes och familjen parasitflugor. Inga underarter finns listade i Catalogue of Life.